# Danganronpa 2: Goodbye Despair
Danganronpa 2: Goodbye Despair (スーパーダンガンロンパ2 さよなら絶望学園?, Sūpā Danganronpa Tsū: Sayonara Zetsubō Gakuen, Super Danganronpa 2: Goodbye Despair Academy) è una visual novel prodotta dalla Spike Chunsoft, secondo titolo della serie Danganronpa, dopo Danganronpa: Trigger Happy Havoc. Il gioco è stato pubblicato per PlayStation Portable in Giappone il 26 luglio 2012, con una "limited edition" che include una borsa di Monokuma, un booklet di disegni, un compact disc contenente gli audio commentary e una serie di portachiavi e adesivi. Successivamente, il 10 ottobre, il gioco è stato convertito per PlayStation Vita e incluso nella raccolta Danganronpa 1・2 Reload, in cui sono contenuti entrambi i titoli della serie, e sono presenti contenuti aggiuntivi alla storia, come la Modalità Scuola e la Modalità Isola, e miglioramenti, ad esempio, nella grafica, migliorie tecniche e l'aggiunta del touchscreen. 
Dopo la pubblicazione nell'inverno del 2014 del primo titolo, il gioco è arrivato singolarmente in America e in Europa pubblicata dalla NIS America rispettivamente il 2 e il 5 settembre 2014 col titolo di Danganronpa 2: Goodbye Despair.. Anche in questo caso è stata pubblicata una limited edition con contenuti aggiuntivi come un artbook, un CD contenente le tracce sonore e altri premi reperibile sullo store online.

## Trama
Hajime Hinata si appresta a realizzare il sogno di una vita: frequentare la prestigiosa Hope's Peak Academy. Dopo essere entrato nella scuola, tuttavia, qualche momento dopo si ritrova in una classe dove vi sono altri 15 studenti. Non appena entrato, gli studenti, discutendo tra loro, appurano di aver avvertito tutti un senso di vertigini e di non sapere come sono arrivati nella classe, e inoltre non possono abbandonarla dato che la porta è bloccata. D'improvviso, poi vengono interrotti da Usami (ウサミ?, Usami), un coniglio di peluche che si presenta come la loro insegnante e annuncia che avrebbero partecipato a un viaggio scolastico e muovendo il suo bastone magico fa cadere le pareti e il soffitto della classe e rivela ai ragazzi che si trovano su un'isola tropicale. Nonostante il panico e il sospetto che cresce negli studenti per tutta quella serie rapida di eventi, Usami li tranquillizza affermando che avrebbero partecipato all'"heart-throbbing school trip" ("viaggio scolastico da batticuore"), dove sarebbero stati lontani da ogni sorta di violenza e pericolo, e il loro unico scopo sarebbe stato fare amicizia tra di loro.
Dopo essere svenuto Hajime, ripresi i sensi, fa conoscenza con un compagno, Nagito Komaeda, che rivela di essere l'Ultimate Studente Fortunato; in risposta, tuttavia, il protagonista, si accorge di non ricordare quale fosse il suo talento. Nagito, per tirarlo su, in seguito lo accompagna a fare conoscenza con gli altri compagni ed esplorare l'isola.
Più tardi, dopo essere stati convocati da Usami sulla spiaggia, gli studenti incominciano a parlare tra loro in merito a ciò che hanno scoperto e Byakuya Togami, chiamando in causa una grossa statua nel parco centrale, ipotizza che quella sia l'Isola Jabberwock, un paradiso tropicale posto nell'Oceano Pacifico circondato da altre 5 isole. Subito dopo vengono raggiunti da Usami che annuncia di voler organizzare una festa in spiaggia per permettere loro di far conoscenza, e propone loro nel frattempo di fare amicizia nuotando nel mare cristallino. Immediatamente molti degli studenti accolgono l'idea entusiasti e anche Hajime, rimasto sospettoso e diffidente per tutto il tempo, alla fine decide di abbandonare i sospetti e godersi il viaggio. Poco dopo, tuttavia, il cielo azzurro e splendente diviene improvvisamente grigio e rannuvolato e dai monitor si ode una misteriosa voce che invita tutti loro a recarsi al Parco Jabberwock.
Non appena giunti lì, Usami intima al misterioso essere di uscir fuori, e così subito dopo, da dietro la statua, salta fuori Monokuma, che si presenta agli studenti come il preside della Hope's Peak, e definisce quel viaggio scolastico stupido e noioso; dopo aver ingaggiato con Usami un combattimento, la sconfigge rubandole il bastone, e modificando il suo aspetto, la rinomina Monomi (モノミ?, Monomi), definendola la sua sorella minore. Successivamente rivolgendosi agli studenti, Monokuma annuncia che da quel momento in poi avrebbero partecipato a un gioco in cui per poter abbandonare l'isola avrebbero dovuto uccidersi a vicenda, e il colpevole di ogni omicidio avrebbe dovuto poi sopravvivere al "Class Trial" ( Processo di Classe) per non essere scoperto e far sì che tutti gli altri venissero condannati a morte. Quando poi alcuni degli studenti tentano di opporglisi, in risposta Monokuma trasforma la grossa statua in 5 enormi e minacciosi robot super corazzati e armati, i "Monobeasts" ( "Monobestie"), mettendoli in guardia di non cercare di andare contro di lui, o in caso contrario ne avrebbero pagato le conseguenze. Come dimostrazione, in seguito, vista l'opposizione di Monomi, con uno dei Monobeast la colpisce con una scarica di proiettili con delle mitragliatrici e fa letteralmente a pezzi il suo corpo.
Il giorno dopo, gli studenti si riuniscono nel ristorante dell'hotel resort per discutere il da farsi, e Byakuya Togami dichiara che hanno bisogno di un leader, stabilendo subito che il compito debba spettare a lui. Successivamente conduce gli altri nel parco centrale dove al posto della statua vi è un enorme oggetto nero, dalla forma simile alla testa di Monokuma, con un timer sopra e quando appare Monomi, che si scopre essere ancora viva, interrogata dagli studenti in merito all'oggetto, afferma di non saperne nulla.
Quella notte, poi, Monokuma, dopo averli convocati nel parco centrale, costringe Monomi a partecipare con lui a uno sketch comico su un palco, e qui accusa il coniglio di essere colei che ha rubato loro sia le loro memorie su come fossero arrivati su quell'isola, sia le memorie dei loro anni nella Hope's Peak Academy. In seguito, quindi, l'orso afferma che avrebbe restituito le memorie se in cambio avessero commesso un omicidio, e per sollecitarli rivela che tra di loro è nascosto un traditore.
Il giorno dopo, seguendo il suggerimento di Byakuya, i ragazzi decidono di organizzare nella serata un party nel vecchio edificio di fianco al resort. Byakuya fa un controllo del corpo a tutti gli studenti per accertarsi che non abbiano con sé oggetti potenzialmente pericolosi, li confisca e li mette in due valigie di duralluminio. Byakuya dopo essersi fiondato su un piatto di churrasco, e dopo averne mangiato la carne, ripone nella valigia gli spiedi di ferro perché potenzialmente pericolosi e poi, quando giunge Teruteru Hanamura, che si era offerto di cucinare le sue prelibatezze per la festa, Byakuya gli ordina di fargli vedere la cucina in cerca di altri oggetti pericolosi. Peko Pekoyama viene incaricata di recarsi nell'ufficio dell'edificio per sorvegliare la valigia con all'interno gli oggetti confiscati da Byakuya e Chiaki Nanami si offre di sorvegliare l'esterno dell'edificio per fare in modo che Monokuma non irrompesse. Mentre gli studenti incominciano a godersi la festa avviene un black out, al termine del quale si scopre che sia Byakuya sia Peko sono scomparsi. Tutti si dividono per l'edificio in cerca dei due, seguendo il suggerimento di Akane Owari, Hajime controlla sotto uno dei grossi tavoli del salone, e qui scopre il corpo senza vita di Byakuya steso a faccia in giù su una pozza di sangue.
Dopo aver scoperto il cadavere, Peko Pekoyama torna nel salone e tra la disperazione e l'orrore degli altri studenti, appare Monokuma che spiega che uno di loro è il responsabile della morte e dunque dovranno partecipare al Processo di Classe. Poco dopo, una volta che gli studenti terminano l'investigazione, l'orso li invita a raggiungerlo nella "Monokuma Rock", una montagna formata da quattro teste dell'orso, dove si sarebbe tenuto il processo. Dopo che quindi gli studenti giungono lì, una delle teste della montagna apre la propria bocca e da essa fuoriesce una lunga scala mobile che porta all'interno della montagna, in un ascensore che conduce all'aula di corte.
Durante il processo di classe, soprattutto grazie al contributo di Hajime e Chiaki, emerge che Nagito ha ideato un piano per un assassino. Nagito affidandosi interamente alla sua fortuna è stato scelto per pulire il salone prima della festa, così ha potuto attaccare un coltello sotto al tavolo con del nastro adesivo fluorescente e impostare il timer dei climatizzatori presenti nell'edificio, i quali, insieme con l'accensione di alcuni ferri da stiro, hanno fatto scattare il black out durante la festa per il sovraccarico di energia. Nagito nel buoi per prendere il coltello sotto al tavolo, segnato dal nastro adesivo fluorescente, usa la prolunga di una lampada ma Byakuya, indossando occhiali a infrarossi lo vede e con una forte spinta allontana Nagito dal tavolo. Il piano di Nagito fallisce ma durante il processo di classe Nagito esplodendo in una folle risata ammette di aver commesso lui l'omicidio, cosa che non è vera. Mikan Tsumiki fa notare che secondo la sua autopsia, per le ferite sul corpo della vittima, è impossibile che il coltello fosse l'arma del delitto, infatti il vero colpevole è Teruteru, che incamminandosi per i bui corridoi durante il black out usando un fornello portatile, aveva usato una botola presente nello sgabuzzino per andare sotto il pavimento dell'edificio e colpire Byakuya attraverso delle aperture del parquet con uno spiedino di ferro, successivamente Teruteru nasconde l'arma del delitto all'interno di un pezzo di carne in cucina.
Così dopo che Monokuma mangia la carne, facendo emergere l'arma, Teruteru è costretto ad ammettere la verità, e dopo essere stato votato colpevole, si giustifica affermando di aver tentato di difendere i compagni da Nagito, tentando di ucciderlo mentre si accingeva a prendere il coltello dal tavolo, ma si era ritrovato a uccidere per sbaglio Byakuya; infatti, mentre si trovava nel vecchio edificio per preparare i piatti del party, era venuto a conoscenza del piano dal compagno stesso, quando si era accorto di essere stato scoperto. Quando, però, Monokuma svela che il suo intento comunque sia era stato di sfruttare il piano di Nagito per commettere un'uccisione e scappare dall'isola anche a costo della vita degli altri studenti, Teruteru, ammette di averlo fatto perché, dopo aver sentito dall'orso delle memorie perse, aveva deciso di tornare a casa per accertarsi che la madre stesse bene e il ristorante di famiglia fosse ancora intatto. Tra le lacrime del ragazzo, che si scusa con i compagni e che supplica invano Monokuma di poter almeno sapere il destino a cui il ristorante e la madre sono andati incontro, l'orso lo sottopone a esecuzione: legatolo a un palo sulla spiaggia, guidando un elicottero, dapprima lo colpisce con dei missili contenenti uova e pangrattato, poi, agganciandolo, lo porta con il velivolo sulla cima di un vulcano, e qui, rilasciandolo, lo fa "friggere" nella lava.
Nonostante lo shock per la perdita di due compagni, gli studenti comunque il mattino dopo si muovono in cerca di una via di fuga dopo che Monokuma e Monomi rivelano che uno dei Monobeast era sparito e aveva liberato il passaggio di uno dei ponti di un'altra isola. Giunti qui Hajime e Sonia Nevermind trovano in una libreria dei dépliant, contenenti informazioni sull'isola che contrariano ciò che hanno visto fino a quel momento; i due arrivano, quindi, alla conclusione che quella non fosse l'isola Jabberwock, ma una artificiale molto simile, avvalorata tra l'altro da Monokuma che suggerisce loro che è stata la gran organizzazione di cui avevano parlato ad aver creato l'isola. Successivamente gli studenti trovano delle antiche rovine che hanno, però, una porta di metallo con su scritto "Futuro" tecnologicamente avanzata, con un pannello a cristalli liquidi su cui scrivere la password per l'apertura. In merito a ciò Monokuma rivela che il traditore che si nasconde tra di loro è l'unico che può conoscere la password, essendo membro dell'organizzazione dei "World Ender", coloro che, afferma, hanno portato alla fine del mondo, e che li hanno intrappolati lì.
Il giorno successivo, dopo che gli studenti si riuniscono al ristorante per far colazione, Nekomaru Nidai e Kazuichi Soda rivelano di aver rapito Nagito, legandolo con una corda nel salone del vecchio edificio, ritenendolo troppo pericoloso, nonché il maggior sospetto di essere il traditore. Quella sera poi Monokuma li convoca nuovamente nel parco centrale, e qui mostra loro un cabinato con all'interno un gioco chiamato "Twilight Syndrome Murder Case", affermando che esso è il loro prossimo movente per compiere un'uccisione e per questo gli studenti, in seguito, decidono di evitarlo per scongiurare un altro omicidio.
L'indomani, tuttavia, Hajime va nel vecchio edificio per portare da mangiare a Nagito, e quest'ultimo, mostrando di sapere della vicenda del videogioco, riesce a convincerlo a giocarci quella sera stessa. All'interno del gioco, i personaggi sono 5 studentesse, i cui nomi vanno dalla A alla E, che si riuniscono in una classe per discutere di un omicidio accaduto il giorno precedente di cui è vittima una loro compagna trovata nell'aula di musica, con una ferita alla testa; esse rivelano di essere state le prime a scoprire il corpo, tuttavia sono rimaste in silenzio, e quando Ragazza D rivela di aver fatto delle foto allo stesso, subito Ragazza E gliele prende dalle mani e gliele strappa e fa giurare alle altre di rimanere in silenzio. Durante il "quarto giorno", però, Ragazza E viene raggiunta da una misteriosa voce che le dice che non le permetterà di dimenticare, e dopo che la ragazza tenta di scappare via, viene trovata in seguito dalle altre morta in un'aula. Hajime, dopo aver ottenuto il Game Over, decide poi di tornare al proprio cottage.
Il giorno dopo, poi, durante l'incontro si scopre che Mahiru è scomparsa e, mentre il protagonista, assieme a Kazuichi, si infiltra in un incontro organizzato da Sonia per sole donne per andare a nuotare assieme sulla spiaggia della seconda isola, entrando nella casetta della spiaggia scopre il cadavere della compagna in un'enorme pozza di sangue proveniente da una ferita sulla sua testa, e con a fianco una mazza da baseball e una maschera.
Durante il periodo d'investigazione, dopo che Hajime si accorge che la posizione del corpo, e l'arma del delitto sono le stesse della scena del corpo senza vita di Ragazza E, Chiaki gli rivela che non aveva ancora terminato "Twilight Syndrome" dato che c'era una sezione segreta del gioco.
Dopo quindi averla giocata e aver terminato il gioco, nel processo susseguente, Hajime, Chiaki e Nagito rivelano che il gioco è ispirato a una vicenda realmente accaduta e, grazie ai titoli di coda, determina che alcuni di loro erano personaggi ritratti nel gioco, e il Ragazzo F, ovvero Fuyuhiko Kuzuryu, è il responsabile della morte di Ragazza E, dato che quest'ultima aveva ucciso sua sorella, ovvero la ragazza ritrovata nell'aula di musica, colpendola alla testa con il costume riempito di ciottoli provenienti da un acquario, e poi aveva fatto una serie di azioni per depistare le indagini ed evitare di essere scoperta. Ragazza D, che si rivela essere Mahiru, comunque aveva scoperto tutto, ma aveva deciso di aiutarla, anche perché Ragazza E aveva ucciso la vittima perché quest'ultima era solita importunarla. Per questo motivo Hiyoko Saionji accusa Fuyuhiko di essere l'assassino di Mahiru, dato che nel gioco il suo personaggio aveva ucciso per vendetta Ragazza E con una mazza da baseball. In seguito, però, all'intervento di Peko, i sospetti cadono proprio su Hiyoko, dopo che viene dimostrata la sua presenza sulla scena del crimine. Hajime, però, riesce a discolparla e dimostrare che il killer aveva tentato di incastrarla, soprattutto mandando sia a lei sia a Mahiru una lettera in cui l'una invitava l'altra a raggiungerla nella casa sulla spiaggia; dopo quindi averla fatta arrivare prima di Mahiru, il colpevole l'aveva poi stordita e chiusa nello sgabuzzino. Successivamente viene appurato che l'assassino, dopo aver spostato il corpo di Mahiru sulla porta per bloccare il passaggio e costringere Hiyoko, a scappare via per la spiaggia, lasciando orme sulla sabbia, dovendo lavare via il sangue dal proprio corpo, aveva usato una serie di bottigliette d'acqua dal distributore (dato che la doccia della casa era fuori uso). Dato che quello non aveva potuto avere il tempo di asciugarsi, Hajime accusa Peko di essere il killer dato che quando l'avevano incrociata nel diner di fronte alla spiaggia, era completamente zuppa d'acqua, e perché era riuscita a scappare dalla casa salendo sulla sua shinai. Nonostante l'opposizione di Fuyuhiko, Peko alla fine decide di ammettere di essere la responsabile dell'omicidio e, quando viene interrogata sul movente, indossando la maschera trovata sul luogo del delitto, dichiara di essere Sparkling Justice, un serial killer che, come spiega Sonia, è solito uccidere altri criminali in nome della giustizia.
Dopo essere stata votata come colpevole dagli altri studenti, tuttavia con l'intervento di Sonia emerge che Peko ha mentito e non è in realtà il serial killer, anche se ella, in risposta, afferma di aver già portato a termine il suo scopo di " strumento". Si scopre poi che durante l'omicidio era presente anche Fuyuhiko, che era stato il primo a completare "Twilight Syndrome" e aveva ricevuto come premio una serie di foto in cui aveva visto anche un'immagine del cadavere della sorella; così, dopo aver inviato le foto a Mahiru per confermare la cosa, quando si erano confrontati nella casa sul mare, come Peko afferma, Fuyuhiko l'aveva usata come arma per uccidere Mahiru. La ragazza, dunque, rivela di conoscere il compagno già da tempo, essendo stata adottata dal clan dei Kuzuryu fin da quando era neonata, ed era stata cresciuta per essere il suo "strumento" e guardia del corpo. Sebbene la ragazza cerca di convincere i compagni di aver votato per la persona sbagliata, Fuyuhiko, però, incalzato dai compagni, alla fine ammette di non averle ordinato di compiere l'omicidio, ma era stata lei di sua iniziativa ad averlo pianificato così da potergli permettere di scappare dall'isola Jabberwock. Peko, comunque, rivela di aver previsto che sarebbe andata così, consapevole che il ragazzo non avrebbe mai sacrificato la vita degli altri per la sua, e gli chiede poi come ultimo desiderio di ricordarsi di lei. Mentre Monokuma annuncia l'esecuzione, Fuyuhiko dichiara di non averla mai considerata uno "strumento" e, in lacrime, la supplica di non abbandonarlo, perché ha bisogno di lei. Durante l'esecuzione, in cui Peko, manovrata come uno "strumento" da Monokuma attraverso una sorta di bambola vudù, combatte con una katana contro un esercito di guerrieri samurai di legno, Fuyuhiko irrompe e si fa spazio tra questi, tuttavia non appena raggiunge la compagna, quest'ultima colpendo uno dei guerrieri colpisce per sbaglio anche lui; atterrita, Peko poi stringe a sé l'amato "padrone" facendogli da scudo mentre i guerrieri-samurai l'accerchiano e la uccidono trafiggendola più volte. Così dunque Fuyuhiko riesce a sopravvivere, anche se rimane gravemente ferito e in fin di vita, e allora Monokuma viene costretto da Monomi a intervenire e lo porta via su un'autoambulanza.
La mattina seguente, visitando la nuova isola disponibile, giunto in un vicolo pieno di negozi di elettronica, Hajime trova un computer, sul cui desktop trova un'icona denominata "Usami X File", in cui viene spiegato che gli studenti del Dipartimento di Riserva della Hope's Peak avevano organizzato una rivolta per protestare per la disparità di trattamento rispetto a quelli del "Primario", e in seguito tale rivolta si era diffusa su scala mondiale, causando sommosse e il caos ovunque, e la distruzione dell'accademia stessa. In seguito nell'ospedale sull'isola, gli studenti, in una delle stanze, trovano steso su un lettino Fuyuhiko con un occhio fasciato.
Qualche giorno dopo, poi, egli irrompe nella riunione mattutina e si presenta agli altri con un atteggiamento diverso dal solito, affermando di augurarsi di poter fare amicizia con ciascuno di loro; quando poi, in risposta, Hiyoko lo incolpa di essere il responsabile delle morti di Peko e dell'amica Mahiru, Fuyuhiko accetta le accuse e per fare ammenda, dopo essersi inginocchiato, si auto-infligge un taglio allo stomaco con un coltello. Tra lo shock degli altri studenti, subito Mikan, Nekomaru e Kazuichi prendono con sé il giovane e si precipitano a portarlo nuovamente in ospedale.
Quella sera, poi, Ibuki Mioda organizza un concerto in suo onore al Titty Typhoon, una live house con un bar e un palco sulla terza isola, invitando tutti gli altri studenti. Poco dopo, però, vengono raggiunti da Monomi che li avvisa che Akane sta combattendo contro Monokuma sulla spiaggia dell'isola centrale, e li invita a sbrigarsi a far qualcosa prima che potesse accaderle qualcosa. Il primo a precipitarsi sul posto è Nekomaru, che vedendo la ragazza al suolo stremata, quando Monokuma sta per infliggerle il colpo di grazia con un bazooka, punendola per aver infranto il regolamento, si frappone tra di loro e viene colto in pieno dal colpo e ridotto in fin di vita. Forzato nuovamente da Monomi, Monokuma riluttante è poi costretto a occuparsi di lui, caricandolo su un'altra autoambulanza.
La mattina seguente, Hajime, arrivando nel ristorante, nota che Akane, Nagito e Ibuki agiscono in maniera bizzarra e insolita, e poi, come suggeritogli da Mikan, scopre che tutti loro hanno la febbre alta. In seguito arriva Monokuma che spiega agli studenti che i loro tre compagni sono affetti dal "Malanno della Disperazione", i cui sintomi modificano la personalità del malato, e per questo motivo, afferma che esso è il loro prossimo movente, specificando, d'altronde, che è una malattia contagiosa. Dopo che Nagito perde conoscenza, gli altri studenti portano il compagno e gli altri due malati nell'ospedale e qui, organizzandosi per evitare la diffusione del malanno, concordano di organizzare una quarantena, isolando Mikan, Hajime e Fuyuhiko nell'ospedale a occuparsi dei compagni malati, mentre gli altri avrebbero alloggiato nel motel sulla terza isola, per intervenire in caso di emergenza.
Quella sera poi, mentre Mikan continua a occuparsi dei malati, Hajime e Fuyuhiko vanno nell'atrio per testare un piccolo monitor e una telecamera attraverso cui i due possono comunicare con il gruppo del motel e, come rivela Fuyuhiko, lui e Kazuichi si sono organizzati in modo da comunicare l'uno con l'altro dopo ogni annuncio di Monokuma per l'arrivo della mattina e della notte.
Il giorno dopo, giunto in ospedale, si accorge che la luce intermittente della telecamera è accesa, seppure non era ancora arrivato il momento della conversazione col gruppo del motel. Accendendo dunque il monitor, qui Hajime vede una figura con indosso un camice da paziente e la testa coperta da un sacchetto di canapa avvicinarsi a una scaletta al disotto una corda legata a formare un cappio; dopo che la scena si interrompe mentre la figura sale la scaletta e raggiunge la corda, Hajime si precipita dunque subito verso il Titty Typhoon, ma non appena arrivato qui vede la persona impiccata senza vita a una trave del palco. Dopo essere corso ad avvertire gli altri nel motel, assieme ad alcuni di essi torna lì e trova un altro cadavere, quello di Hiyoko legato a una colonna laterale del palco.
Dopo quindi aver portato giù il corpo impiccato e aver scoperto che esso appartiene a Ibuki, giunto il periodo d'investigazione, Monokuma raduna gli altri studenti, compresi quelli malati, rivelando di averli curati facendo sparire il "Malanno della Disperazione". Hajime, poi, va al cinema dell'isola, dopo che i compagni avanzano l'ipotesi che il doppio omicidio è ispirato a un film trasmesso lì.
Nel processo, quindi, Hajime rivela inizialmente che il killer aveva imitato le morti del film in modo da poter confondere l'effettivo ordine con cui le vittime erano state uccise, facendo credere che Ibuki fosse morta prima di Hiyoko. In realtà il corpo di quest'ultima era presente legato alla colonna già la prima volta che Hajime era accorso nella live house, tuttavia era nascosto sotto della carta parati con cui era stata avvolta la colonna. Poco dopo, tuttavia, l'ipotesi che i due omicidi fossero un'imitazione del film viene scartata, dato che si scopre che la morte di Hiyoko era stata accidentale, con la ragazzina che si era recata nella live house per poter usare lo specchio nello sgabuzzino per poter allacciare l'obi del suo kimono, ma si era imbattuta nel killer proprio mentre stava ultimando i preparativi per l'omicidio di Ibuki. Inoltre viene rivelato che quest'ultima non si era suicidata impiccandosi salendo la scaletta, dato che la scena che Hajime aveva visto nel monitor era in realtà stata girata nella sala conferenze dell'ospedale, e la persona vestita col camice e con la testa coperta dal sacchetto che avevo visto salire sulla scaletta era il colpevole. Hajime e Nagito dunque accusano Mikan di essere la colpevole, superando le opposizioni degli altri compagni, dimostrando che Ibuki era stata uccisa con la corda per strangolamento, tuttavia la compagna aveva mentito loro assicurando che era stata l'impiccagione la causa della morte. Man mano che anche gli altri vengono convinti a dubitare di Mikan, ella incomincia a perdere il controllo di sé urlando la sua innocenza e venendo colta da continui sbalzi di umore, tuttavia Hajime supera i suoi disperati tentativi di difendersi e la fa cadere in contraddizione.
Dopo essere stata inchiodata, Mikan incomincia a ridere fragorosamente e si scopre che anche lei è stata affetta dal "Malanno della Disperazione" che le aveva permesso di recuperare le sue vecchie memorie, rivelando che quella fosse la sua vera natura. In seguito, poi, Mikan rivela loro che il vero nome dell'organizzazione dei "World Ender" è Future Foundation, il cui scopo è distruggere il loro mondo, e per questo li avevano portati su quell'isola. Rivela poi di aver ucciso Ibuki e Hiyoko in nome dell'amore che prova per la sua persona amata, l'unica che, afferma, non l'ha mai odiata e giudicata, e che l'ha amata e perdonata per quella che è, e poi invita Monokuma a procedere con l'esecuzione così da poterla raggiungere. L'orso dunque la lega a un letto d'ospedale che si trasforma in un razzo a forma di braccio, e poi, con una grossa siringa inietta della sostanza nel razzo, che così parte verso il cielo con Mikan sopra di esso, che viene lanciata via nello spazio.
Terminato il processo, Monokuma li avverte che Nekomaru li stava aspettando sulla spiaggia dell'isola centrale, anche se i ragazzi corrono via euforici prima che l'orso possa avvertirli delle modifiche apportate per cercare di salvargli la vita. Infatti, non appena arrivati in spiaggia, Nekomaru viene loro incontro con un corpo completamente robotico. Nonostante la preoccupazione e lo sconcerto dei compagni, il ragazzo comunque li rassicura di trovarsi bene col corpo attuale, e quando Akane tenterà poi di opporsi nuovamente a Monokuma arrabbiata per ciò che ha fatto a Nekomaru, l'orso prova nuovamente a colpirla con un colpo di bazooka, ma il team manager si frappone nuovamente tra loro, ma il colpo stavolta non scalfisce minimamente il suo corpo robotico.
Il giorno dopo, convinti a recarsi sulla nuova isola da Monokuma, che comunica loro di aver lasciato lì indizi riguardanti la Future Foundation, giunti lì, scoprono che sull'isola è presente un gran parco divertimenti, e visitando le varie attrazioni, essi, dopo essere andati tutti su delle montagne russe, ricevono da Monokuma come premio un file contenente informazioni sulla "Future Foundation": in esso vengono descritti gli eventi di Trigger Happy Havoc e i ragazzi, osservando le foto dei sopravvissuti al gioco di uccisioni della Hope's Peak, riconoscono Byakuya, molto più magro di quello che conoscevano. Mentre gli studenti discutono in meritono a tali informazioni, Monokuma rivela loro che avrebbero trovato il resto di ciò che cercavano nella Funhouse, un'altra attrazione del parco. Giunti lì, gli studenti vengono dunque costretti dall'orso a salire sul treno e non appena entrati in un tunnel, tuttavia, dal nulla appare del gas che fa perdere loro conoscenza.
Al loro risveglio si ritrovano nella "Casa della Fragola", un luogo le cui pareti e il pavimento sono ricoperti di disegni di fragole, che, come afferma Monokuma, è una parte della Funhouse e annuncia loro di aver deciso come movente di tenerli intrappolati lì finché non avrebbero commesso un omicidio. In seguito, arrivati nell'altra parte della Funhouse, la "Casa dell'Uva", ricoperta di disegni di grappoli d'uva, l'orso rivela inoltre che non avrebbero avuto nulla da mangiare, e dunque li esorta a compiere un'uccisione prima di morire di fame. Arrivato il periodo notturno, gli studenti si organizzano per la sistemazione delle camere delle due Case, e così dunque stabiliscono che i ragazzi avrebbero alloggiato in quelle della "Casa della Fragola", mentre Hajime e le ragazze nella "Casa dell'Uva".
Nei giorni successivi gli studenti perdono gradualmente sempre di più le forze, sfiancati dalla fame e, soprattutto, dalle sessioni di Tai Chi che Monokuma organizza alle 7 di mattina. Per tale motivo Hajime, arrivato al limite delle proprie forze fisiche e mentali, qualche giorno dopo si reca alla "Final Dead Room" nella "Casa della Fragola" per affrontare una pericolosa sfida, convinto che all'interno sia presente l'uscita dalla Funhouse, anche se alla fine viene fermato e dissuaso da Chiaki. La mattina seguente, poi, dopo essere arrivato con le compagne nella "Torre dell'Uva" per partecipare al Tai Chi di Monokuma, qui il protagonista trova il corpo senza vita di Nekomaru malridotto e decapitato.
Successivamente, durante l'investigazione, Hajime e le ragazze ricevono una chiamata dal telefono dell'atrio dai ragazzi che comunicano loro di essere bloccati nella "Casa della Fragola" dato che sia l'ascensore sia la porta per accedere alla "Torre" che collegava le due case, erano state messe fuori uso. Mentre Kazuichi ripara l'ascensore, Nagito decide di recarsi nella "Final Dead Room", e porta a termine con successo la pericolosa sfida e raggiunge l'"Ottagono", una stanza piena di armi e strumenti, dove l'orso, congratulandosi con lui, lo premia dandogli un altro file contenente informazioni sulla Future Foundation e il registro contenente i loro profili scolastici. Poco dopo poi raggiunge Chiaki e Hajime nell'atrio della "Casa dell'Uva" e comunica a quest'ultimo di aver scoperto all'interno del registro che è uno studente proveniente dal Dipartimento di Riserva della Hope's Peak, e quindi è privo di alcun talento.
In seguito poi, terminata l'investigazione, dal pavimento della "Torre dell'Uva" irrompe una delle teste della "Monokuma Rock" che li conduce nell'aula per il processo. Qui, dunque, viene indicata subito come arma del delitto la grossa colonna rovesciata al suolo, sulla quale vi era l'olio proveniente dal collo di Nekomaru. Successivamente, per mostrare il modo col quale il killer aveva usato la colonna per ucciderlo, Nagito dichiara che devono prima risolvere il segreto sulla struttura della Funhouse. Guardando una foto che egli aveva fatto fuori a una finestra dell'Ottagono, Hajime e Chiaki chiariscono che in realtà la "Casa dell'Uva" e la "Casa della Fragola" sono lo stesso edificio, con quest'ultima posta al disopra dell'altra casa, collegate dalla "Torre", con il pavimento che sale e scende tra le due case, e l'ascensore che gira attorno all'edificio. Emerge poi che il killer aveva spostato l'orario di entrambe le case di 2 ore indietro, cosicché solo Nekomaru, avendo un orologio radiocontrollato all'interno del suo corpo, si sarebbe presentato nella "Torre" per il Tai Chi di Monokuma alle 7 del mattino; successivamente lo aveva fatto "spegnere" premendo il "Tasto della Buonanotte" dietro la sua nuca, e aveva avvolto il suo corpo con una corda e legando un'estremità della stessa alla maniglia della porta della "Casa della Fragola", una volta aver fatto abbassare il pavimento della Torre giù alla "Casa dell'Uva", Nekomaru era rimasto in sospeso a un'ampia altezza dal suolo; in seguito, poi, quando la sua sveglia interna era suonata alle 7:30, svegliandosi e vedendo di essere legato a testa in giù a mezz'aria, Nekomaru aveva incominciato a dimenarsi furiosamente, fino a far staccare la maniglia, cadere per 3 piani e rimanere decapitato dal violento impatto con la colonna. Il colpevole è Gundham Tanaka che si era procurato all'interno dell'"Ottagono", dopo aver vinto la sfida della "Final Dead Room", sia gli oggetti necessari per l'omicidio, sia la possibilità di tornare lì ogni volta che lo avesse desiderato, e appunto aveva sfruttato una botola presente lì per poter scendere giù nella "Casa dell'Uva" senza usare nuovamente l'ascensore. Dopo aver commesso il delitto, sfruttando tra l'altro uno dei suoi Four Dark Devas, i criceti che porta sempre con sé, per infilarsi dietro il collo della vittima e premere il "Tasto della Buonanotte", aveva tentato di ritornare nella propria stanza, tuttavia non era stato in grado di farlo dato che Fuyuhiko era rimasto nell'atrio; così, quando alle 5:30 era suonata la sveglia dell'orologio dell'atrio, era stato costretto a unirsi al compagno e Kazuichi fingendosi attirato dal rumore dell'orologio. Tale avvenimento però aveva rovinato il suo piano, dato che, alloggiando in una delle stanze deluxe, insonorizzate, non avrebbe dovuto sentire il rumore della sveglia.
Dopo la votazione, Gundham spiega di aver commesso l'omicidio per dimostrare loro che non ha senso lasciarsi morire per non uccidere un'altra persona, dato che preferire la morte è un atto che va contro la natura e la vita stessa; specifica, comunque, che Nekomaru, non appena giunto nella Torre, aveva capito le sue intenzioni e aveva accettato di combatterlo in una battaglia in cui solo uno dei due sarebbe sopravvissuto, lasciando intendere implicitamente di averlo fatto per assicurare la sopravvivenza degli altri compagni. Dopo aver fatto la sua ardimentosa uscita di scena, Gundham viene dunque sottoposto a esecuzione da Monokuma: l'orso cavalca una grande mandria di animali lungo la spiaggia verso di lui, che con un bastone incomincia a formare un cerchio magico; prima che, però, possa far qualcosa, il giovane viene travolto dalla mandria e scaraventato a qualche metro di distanza. Nei suoi ultimi istanti di vita, Gundham volge lo sguardo verso i suoi "Four Dark Devas" che accorrono verso di lui, e sorridendo esala l'ultimo respiro, mentre dall'alto scendono una serie di animali-angeli che lo prendono e portano con sé in cielo.
Usciti finalmente dalla Funhouse, il giorno dopo gli studenti, dopo aver visitato la quinta e ultima isola, riunendosi per riportare le scoperte fatte, vengono raggiunti da Nagito, che dichiara che avrebbe fatto qualsiasi cosa per scoprire l'identità del traditore ed eliminare la disperazione sull'isola. Una volta che il giovane va via, i compagni, temendo che egli voglia compiere un omicidio, pianificano, dunque, un modo per catturarlo e legarlo. Nagito, tuttavia, capisce subito il piano, anche se comunque la sera dopo si fa accompagnare da Hajime all'hotel e viene immobilizzato da Akane e Fuyuhiko; in risposta però fa esplodere una bomba nell'atrio del resort e annuncia ai compagni di aver piazzato in una parte dell'isola altre bombe e afferma che se nel giro di due giorni il traditore non avesse rivelato la sua identità, le avrebbe fatte esplodere così da distruggere tutte le isole e far morire tutti.
Gli studenti dunque si affrettano a esplorare le isole alla ricerca delle bombe per sventare il piano di Nagito, con Akane che nella mattina dell'ultimo giorno arriverà quasi a strangolarlo pur di farsi rivelare il luogo dove ha nascosto gli esplosivi, fermata appena in tempo da Chiaki. Successivamente riescono finalmente a trovarle all'interno della fabbrica di Monokuma sulla quinta isola, piazzate su un furgoncino e collegate a una scatola di metallo come detonatore pronto a esplodere non appena il mezzo avesse esaurito il carburante. Lì trovano anche un computer portatile dove Nagito aveva lasciato un video-messaggio in cui comunica che se avessero voluto disinnescare le bombe il traditore avrebbe dovuto far scorrere il proprio e-Handbook sul lettore di schede sulla scatola di metallo. Nonostante i loro tentativi, gli studenti però non riescono a trovare un modo per fermare le bombe, e mentre stanno per scappare via dalla fabbrica dopo lo spegnimento del furgoncino, scoprono che in realtà esse sono solo fuochi d'artificio. In seguito Nagito, tramite un altro video, li invita a raggiungerlo nel deposito a fianco alla fabbrica per discutere sull'identità del traditore e scambiarsi le informazioni. Gli studenti subito accorrono lì e non appena Akane forza la porta, poco dopo d'improvviso il deposito va in fiamme e subito i ragazzi accorrono nuovamente nella fabbrica per prendere degli estintori bomba e successivamente gettarli sulle fiamme per spegnerle. In seguito, dopo che gli irrigatori anti-incendio estinguono definitivamente il fuoco, gli studenti incamminandosi all'interno del deposito, dietro a una tenda fanno la scioccante scoperta del corpo senza vita di Nagito legato da delle corde, pieno di ferite e con un coltello trafitto nella sua mano destra e un lungo arpione conficcato nello stomaco.
In seguito, quasi al termine dell'investigazione, Hajime e Chiaki decidono di recarsi al cottage del compagno, e qui trovano il registro scolastico della Hope's Peak e qui, diversamente da ciò che aveva detto loro Nagito, trovano i profili di ciascuno studente, anche se non facevano menzione delle cose accadute durante la loro vita scolastica. Inoltre Monokuma rivela loro che il Byakuya che avevano conosciuto non era il vero Byakuya Togami, ma un misterioso individuo sul cui profilo non vi era alcuna informazione, se non che il suo talento fosse l'Ultimate Impostore.
Arrivato il momento del processo per cercare il killer di Nagito, dopo poco tempo Hajime e Chiaki dimostrano che era stato proprio quest'ultimo a pianificare l'omicidio. Egli infatti si era auto-inflitto le ferite con il coltello usando la sua mano destra, solo apparentemente legata, infilzandola poi con la stessa arma aiutandosi con un pupazzo di Monokuma e poi, facendo leva con una trave sul soffitto, aveva issato con la mano sinistra con la corda l'arpione sopra di lui e, lasciando andare la presa, si era trafitto lo stomaco. Infine egli aveva scatenato l'incendio creando una fila di sagome di Monokuma da un accendino fino alla porta d'ingresso, e non appena questa era stata aperta si era creato un effetto domino fino all'accendino che aveva dato fuoco alla tenda. Non appena, però, gli altri studenti si convincono dell'ipotesi del suicidio di Nagito e sollecitano Monokuma a procedere al momento delle votazioni, Hajime, dopo aver fatto notare che a causare la morte di Nagito era stato il veleno che questo aveva preso dall'Ottagono, e che, suscettibile all'idrolisi, era scomparso una volta che si erano attivati gli irrigatori, rivela che esso era stato introdotto quando essi avevano tentato di spegnere l'incendio, poiché Nagito lo aveva versato all'interno di uno degli estintori bomba aspettandosi che li avrebbero usati per estinguere le fiamme. Lo scopo del ragazzo, dunque, era stato spingere uno di loro a ucciderlo, creando un mistero impossibile da risolvere dato che nemmeno il colpevole era consapevole del delitto commesso. Mentre gli studenti si disperano per la trappola che il compagno aveva teso loro, è Chiaki a risolvere definitivamente la situazione intuendo dapprima che Nagito aveva confidato nel suo talento, nella sua fortuna, per riuscire a rivelare l'identità del traditore confidando che proprio quest'ultimo avrebbe lanciato l'estintore con all'interno il veleno per ucciderlo, e poi spinge Hajime, seppur esitante, a rivelare di essere proprio lei il traditore.
Dopo che Hajime convince i compagni, ancora contrari, a votare per Chiaki credendo in lei e alla sua voglia di sacrificare la propria vita per loro, una volta terminato il processo, la ragazza si scusa per non aver rivelato prima la propria identità, ma afferma che, per la natura della sua esistenza, non avrebbe mai potuto tradire la Future Foundation e, per questo, non risponde neanche alle domande che i compagni le fanno riguardo all'organizzazione. In seguito Monomi, spinta dal gesto coraggioso di Chiaki, decide di opporsi e vendicarsi di Monokuma, e così lo afferra e si fa esplodere assieme a lui, continuando a farlo sfruttando le repliche di sé man mano che Monokuma usa le sue per ritornare; tuttavia, quando l'orso le rivela di avere un numero indefinito di altre sue copie, che continuavano a essere prodotte all'interno della fabbrica, Monomi viene convinta da Chiaki ad arrendersi e credere negli studenti, e così dopo che Monokuma annuncia che entrambe sarebbero state giustiziate, le due li salutano augurando loro di avere un futuro splendente. Durante l'esecuzione, poi, Chiaki e Monomi, e tutte le altre sue repliche, vengono chiuse in una stanza in cui Monokuma, guidando un carrarmato, incomincia a usarle come bersagli del gioco Space Invaders, abbattendo man mano le repliche di Monomi; d'improvviso, però, Chiaki, vedendo dietro di lei un'uscita di emergenza prende con sé Monomi, correndo per un lungo corridoio inseguite da un enorme Pac-man che elimina le ultime repliche del coniglio. Una volta uscite da un'altra porta, però, Chiaki e Monomi scoprono di non poter scappare e di essere intrappolate in un'arena dove Monokuma fa cadere dei blocchi del Tetris con i quali schiaccia entrambe e fa esplodere l'arena.
Al termine dell'esecuzione, Hajime si ritira nel suo cottage sconvolto e abbattuto e vi rimane per il resto dei giorni rimanenti, senza uscire. La mattina dell'ultimo giorno sull'isola Jabberwock, come stabilito da Monokuma, Hajime raggiunge gli altri studenti nel ristorante e qui scopre che Nagito aveva lasciato un altro videomessaggio per loro. In esso il ragazzo rivela che aveva tentato di far condannare tutti loro per fare in modo che fosse solo il traditore a sopravvivere e svela poi di averlo fatto dopo aver scoperto una tremenda verità. In seguito poi afferma che il loro unico modo per sfuggire al piano di Monokuma è andare alle rovine e scrivere la password scritta sul pavimento del castello Nezumi (che aveva cancellato per non farla leggere agli altri), ovvero 11037. Non appena arrivati lì e aver inserito la password, in seguito gli studenti si ritrovano all'interno di un luogo misterioso simile a un'aula per i processi; allo stesso tempo, il timer del misterioso oggetto nero nel parco centrale raggiunge lo zero, rilasciando un'esplosione che inghiotte tutto nell'oscurità.
Poco dopo gli studenti, dopo aver ripreso nuovamente conoscenza, vengono accolti da Monokuma che annuncia loro di trovarsi all'interno della Hope's Peak Academy e che presto avrebbero partecipato all'"esame di diploma" per decidere se vogliono abbandonare o meno l'isola Jabberwock, affermando però che avrebbero dapprima dovuto indagare su indizi che aveva lasciato in giro per la scuola. Gli studenti sono dunque costretti a investigare in giro per l'edificio e qui man mano si imbattono in dei manga, in cui Monokuma aveva descritto tutto ciò che aveva portato all'origine del Dipartimento di Riserva, creato per poter, tramite le tasse per l'iscrizione e i test d'ingresso, finanziare il dipartimento primario della Hope's Peak e le ricerche continue di nuovi talenti per l'accademia; vengono poi raccontati dettagli legati alla rivolta degli studenti del Dipartimento di Riserva, manipolati da Junko Enoshima, che in seguito aveva spinto tutti loro a suicidarsi, e che aveva portato alla Tragedia e alla distruzione e la disperazione per tutto il mondo, diffusa col contributo di tutti gli altri membri dell'Ultimate Disperazione.
Hajime viene, inoltre, a conoscenza di tante azioni compiute dalla Future Foundation tramite vari estratti di messaggi illustrati in degli ologrammi, e su una colonna viene detto che l'organizzazione è stata creata per contrastare l'Ultimate Disperazione, e, inoltre, erano entrati a farne parte anche i sopravvissuti del precedente gioco d'uccisioni. In seguito poi, in una classe, parla con l'intelligenza artificiale Alter Ego che, assieme a un altro misterioso individuo, gli dà importanti informazioni per contrastare Monokuma. Al termine poi dell'investigazione, l'orso li conduce nuovamente nell'aula per i processi e spiega loro che qui avrebbero potuto scegliere di abbandonare l'isola o restare lì premendo il tasto di "ripetizione", affrontando l'"esame di diploma".
Durante il processo si scopre dunque che gli studenti non si trovano nella vera isola Jabberwock, ma bensì in un mondo virtuale creato dalla Future Foundation per il Neo World Program, progettato per far sì che collegandosi direttamente al loro cervello, nonostante i loro corpi si trovassero nel mondo reale, la loro coscienza si trovasse all'interno del mondo virtuale, negli avatar che li rappresentano. L'aspetto dei loro avatar è quello che avevano prima di entrare nella Hope's Peak Academy, per questo non hanno memorie dei tre anni trascorsi all'interno della scuola, durante i quali i loro veri corpi erano cresciuti, come dimostra un articolo di giornale che Hajime aveva trovato che mostrava una Hiyoko molto più adulta di quella che avevano conosciuto. Monokuma, tuttavia, specifica che con la morte degli avatar dei loro compagni in quel mondo, anche il loro cervello aveva smesso di funzionare, e con molta probabilità anche i loro veri corpi erano senza vita. In seguito Hajime rivela che quel mondo era in origine privo di ogni violenza, gestito da due Osservatori, Monomi e Chiaki, che non erano avatar, ma personaggi NPC, finché non si era infiltrato Monokuma che, come virus, aveva preso il controllo e dato inizio al gioco di uccisioni. Successivamente l'orso annuncia che il "cast principale" è arrivato e infatti, dal nulla, compare poi Makoto Naegi, che si presenta come agente della Future Foundation, e rivela loro di essere stati usati come soggetti del Neo World Program poiché, dopo essere stati salvati, si era scoperto che erano i sopravvissuti degli Ultimate Disperazione, e che per questo Nagito aveva tentato di ucciderli, avendo scoperto tale verità all'interno del registro della Hope's Peak in cui erano contenuti i loro veri profili (dei quali però si era poi sbarazzato). Makoto, successivamente, spiega che l'organizzazione aveva cancellato le loro memorie per cancellare anche l'influenza che Junko Enoshima aveva spinto loro a diventare Ultimate Disperazione e compiere cose orribili come uccidere persone, tra i quali anche i loro stessi familiari e amici, o addirittura tagliare parti del loro corpo per inserirsi parti del cadavere di Junko. Rivelando dunque che il programma è stato creato per sostituire le loro memorie scolastiche, con quelle della loro vita sull'isola virtuale, Makoto li esorta a scegliere di "diplomarsi" così da completare l'operazione e poter tornare nel mondo reale con le loro memorie attuali. Hajime, tuttavia, accorgendosi del suo atteggiamento sospetto, rivela che quella è un'illusione creata da Monokuma, dato che il vero Makoto era andato contro gli ordini della Future Foundation di uccidere loro sopravvissuti dell'Ultimate Disperazione e li aveva protetti.
Dopo essere stato scoperto Monokuma allora si trasforma e diventa una versione gigantesca di Junko che poggia di fronte a loro un enorme cellulare sul cui display compare l'immagine della ragazza che comunica con loro e rivela di essere un'intelligenza artificiale, simile ad Alter Ego, creata da Junko prima della sua morte. Successivamente poi ella afferma che per premiarli ha modificato il Neo World Program così che se avessero deciso di diplomarsi, non solo li avrebbe fatti tornare nel mondo reale, ma avrebbero riportato in vita i compagni defunti. Nonostante Hajime si mostri sospettoso, alla fine, spinto dall'insistenza dei compagni, viene alla fine convinto a premere anch'egli il tasto del "Diploma". Prima che però possano farlo, irrompe nell'aula il vero Makoto che li ferma e rivela che Junko sta tendendo loro una trappola: quest'ultima, infatti, spingendoli a diplomarsi, avrebbe caricato la sua personalità all'interno dei corpi dei compagni morti così da poter prendere possesso del quartier generale della Future Foundation e riempire il mondo di disperazione, e quindi l'unico modo per fermarla è che gli studenti scelgano di rimanere intrappolati lì nel mondo virtuale. Makoto, tuttavia, offre agli studenti un modo alternativo per riuscire a scappare e sconfiggere Junko: la "sequenza di spegnimento forzato", che egli stesso aveva progettato così da poter eliminare il programma in caso di emergenza e neanche l'Osservatore avrebbe potuto fermare. Quando, poi, Junko si oppone affermando che per attivare la "sequenza di spegnimento" è necessario che più della metà dei 15 studenti prema contemporaneamente i tasti di "diploma" e "ripetizione", appaiono nell'aula anche Kyoko Kirigiri e Byakuya, così da raggiungere il numero di persone richieste. In seguito, però, dopo che Makoto è costretto a rivelare agli studenti che attivando il comando tutto ciò che era accaduto sull'isola sarebbe stato eliminato, e dunque tornando nel mondo reale sarebbero tornati a essere Ultimate Disperazione, Junko, svela che essi avevano accettato di far parte del Neo World Program proprio per permetterle di attuare il suo piano, costringendo la Future Foundation, tramite le telecamere di sorveglianza sparpagliate per l'isola, ad assistere alle uccisioni, spingendoli poi a entrare nel programma per fermarla e cadere quindi nella sua trappola. Quando Makoto, Kyoko e Byakuya tentano di confutare le sue parole, affermando che gli studenti avrebbero accettato di attuare la "sequenza di spegnimento", in risposta Junko dichiara che sarebbero stati fermati da Izuru Kamukura, un autentico genio dotato di numerosi talenti e definito l'Ultimate Hope, la cui esistenza era stata però nascosta dalla Hope's Peak dopo che aveva ucciso ben 13 studenti appartenenti al concilio studentesco, e svela che dietro la sua identità è celata quella di Hajime. Il ragazzo, infatti, era stato scelto dalla Hope's Peak tra gli studenti del Dipartimento di Riserva, per la sua ammirazione dell'accademia, ed era stato sottoposto all'"Hope Cultivation Plan" così da renderlo un super genio, dotato di tanti talenti, principale dei quali l'Ultimate Speranza; per far ciò, però, gli era stata cancellata dal cervello ogni sua memoria, perdendo dunque totalmente la sua personalità e diventando una persona del tutto diversa. Dunque, se avessero deciso di attivare la "sequenza di spegnimento", una volta tornato alla realtà Hajime avrebbe cessato di esistere e sarebbe ritornato a essere Izuru Kamukura, che si scopre, inoltre, essere colui che aveva impiantato nel Neo World Program il virus Junko. Atterrito a sentir ciò Hajime, assieme al resto dei compagni, respinge le esortazioni di Makoto e compagni ad attivare la "sequenza di spegnimento" affermando di non poter scegliere tra il proprio futuro e quello dell'umanità. Junko, così, dichiarando che non hanno la necessità di farlo li intrappola in un'illusione in cui essi si ritrovano a vivere una vita serena e pacifica sull'isola, assieme anche agli studenti morti. D'improvviso, però, Hajime viene spinto a risvegliarsi da tale illusione da Chiaki che gli dice che loro studenti non sono parte del gioco, e quindi devono andare avanti, creandosi il proprio futuro per essere fieri di sé. Con il contributo della compagna Hajime dunque riesce a combattere la parte di Izuru Kamukura dentro di sé, e risvegliandosi, convince anche gli altri studenti a essere confidenti e lottare per creare il proprio futuro e quello che i compagni sacrificatisi avevano creato per loro, e così dunque attivano la "sequenza di spegnimento forzato" e sconfiggono Junko, che viene legata con un fascio d'arcolabeno da Usami e distrutta. Mentre dunque i ragazzi stanno per abbandonare il mondo virtuale, si ripromettono che non si dimenticheranno l'uno dell'altro, e Hajime ringrazia Chiaki per il suo aiuto.
Dopo essere tornati nel mondo reale gli studenti riescono a mantenere le loro memorie create nell'isola virtuale, e decidono di rimanere sulla vera Jabberwock per occuparsi dei compagni ridotti in stato di coma. Mentre poi Makoto, Kyoko e Byakuya tornano nel quartier generale della Future Foundation, Hajime li vede allontanarsi con la barca, rivelando di aver mantenuto la sua identità originale, e di essere pronto ad affrontare il proprio futuro, assieme ai suoi compagni, a prescindere da ciò che avrebbe riservato loro.

## Personaggi

I personaggi di Danganronpa 2: Goodbye Despair. Al centro, in primo piano, Hajime Hinata.

Come nel videogioco precedente, sono presenti sedici personaggi, otto ragazze e altrettanti ragazzi. Durante il gioco è possibile stringere amicizia con gli studenti dell'accademia e acquisire nuove abilità, in maniera simile a quanto avviene in Shin Megami Tensei: Persona 3.
Hajime Hinata (日向 創?, Hinata Hajime)Protagonista del gioco. Egli è quello maggiormente affetto rispetto agli altri dell'amnesia riguardo alla sua vita scolastica alla Hope's Peak Academy, dato che non ricorderà nemmeno il titolo con cui è entrato nell'accademia, che lui da sempre ha sognato di frequentare.
Nagito Komaeda (狛枝 凪斗?, Komaeda Nagito)ha il titolo di Ultimate Studente Fortunato (超高校級の「幸運」) ed è un ragazzo che inizialmente si mostra sempre molto calmo, gentile e amichevole col resto degli studenti. Col passare dei capitoli, tuttavia, emergeranno lati del suo carattere molto più inquietanti causati dalla sua ossessione per la speranza, per la quale è disposto perfino a morire, anche se spesso si rivelerà decisivo ad aiutare Hajime durante i processi.
Chiaki Nanami (七海 千秋?, Nanami Chiaki)è una videogiocatrice dall'atteggiamento sempre molto calmo, tranquillo e con la tendenza ad appisolarsi in qualsiasi occasione. Nonostante ciò darà un grosso contributo a Hajime durante i processi.
Byakuya Togami (十神 白夜?, Togami Byakuya)inizialmente egli sembra il personaggio del primo titolo, erede della Togami Corporation, con una corporatura molto più obesa e un atteggiamento molto meno arrogante rispetto al Danganronpa: Trigger Happy Havoc. Si scopre successivamente che egli non è il vero Byakuya, ma in realtà è l'Ultimate Impostore.
Fuyuhiko Kuzuryu (九頭龍 冬彦?, Kuzuryū Fuyuhiko)nonostante il suo viso molto infantile, e la sua bassa statura, egli è uno yakuza, dal carattere irascibile e gli atteggiamenti rudi. Durante il gioco perderà un occhio e sarà costretto a portare una benda.
Sonia Nevermind (ソニア・ネヴァーマインド?, Sonia Nevāmaindo)è la principessa di un regno chiamato Novoselic. È una ragazza in genere dal carattere cordiale, gentile e amichevole, anche se a volte dà dimostrazione di qualche bizzarro atteggiamento e strane e inconsuete passioni o usanze.
Akane Owari (終里 赤音?, Owari Akane)una ginnasta dal carattere alquanto energico, svampito, ingenuo e impulsivo. È molto golosa e cerca continuamente un avversario valido con cui combattere.
Kazuichi Soda (左右田 和一?, Sōda Kazuichi)È un meccanico dal carattere molto emotivo e ambiguo, tentando il più delle volte di mostrarsi spensierato e forte, ma risultando il più delle volte timido e pavido negli atteggiamenti. Spesso si mostra anche un po' pervertito, soprattutto nei confronti di Sonia, per la quale prova un sentimento molto profondo, per nulla ricambiato.
Gundham Tanaka (田中 眼蛇夢?, Tanaka Gandamu)È un ragazzo dal carattere molto schivo e asociale dati i suoi atteggiamenti alquanto bizzarri e le sue storie che crea su di sé e gli altri. Mentre con le altre persone cerca di porsi sempre in maniera distaccata, essendo un allevatore, tratta invece gli animali con amore e premura, in particolare i "Four Dark Devas of Destruction", i criceti che porta sempre con sé.
Nekomaru Nidai (弐大 猫丸?, Nidai Nekomaru)È un team manager dal fisico alquanto muscoloso e imponente, appassionato di sport e dal carattere sempre molto energico e impetuoso. Egli comunque si mostrerà spesso anche molto amichevole e affabile. A un certo punto del gioco, dopo essere stato ridotto quasi in fin di vita, Monokuma lo trasforma in un enorme robot dagli aggeggi alquanto inusuali e assurdi.
Ibuki Mioda (澪田 唯吹?, Mioda Ibuki)È una ragazza sempre piena di energia e vitalità, dal carattere molto allegro e giocherellone. Era a capo di una band, che in seguito ha abbandonata "per visioni creative differenti" e ha intrapreso la carriera di musicista solista.
Mikan Tsumiki (罪木 蜜柑?, Tsumiki Mikan)È una giovane infermiera dal carattere molto fragile, insicuro e remissivo, e gli atteggiamenti spesso alquanto goffi. Nel corso del gioco verranno più volte citati inquietanti retroscena della vita che è stata costretta a condurre prima di essere ammessa alla Hope's Peak.
Hiyoko Saionji (西園寺 日寄子?, Saionji Hiyoko)È una danzatrice tradizionale che, per quanto abbia l'aspetto di una bambina tenera e adorabile, in realtà ha un carattere crudele, sadico e si diverte a sparlare e insultare gli altri, e a compiere altre azioni come schiacciare le formiche o i fiori. Quando tuttavia qualcuno le riserba il suo stesso trattamento o comunque in qualsiasi occasione in cui tenta di portare la situazione a suo favore, ella subito esplode a piangere e tenta di mostrarsi innocente e indifesa.
Peko Pekoyama (辺古山 ペコ?, Pekoyama Peko)È una giovane spadaccina dal carattere molto riservato, serio e che non lascia mai trasparire alcuna emozione. Si scopre successivamente che lei è il bodyguard personale di Fuyuhiko, col quale è stato a fianco fin dall'infanzia col compito di proteggerlo e servirlo come uno "strumento"
Mahiru Koizumi (小泉 真昼?, Koizumi Mahiru)È una ragazza dal carattere sensibile, gentile e responsabile, anche se spesso è troppo diretta, non temendo minimamente di esprimere il proprio parere, e assume qualche atteggiamento ostile e di pregiudizio nei confronti degli uomini. La sua grande passione è la fotografia, per cui porterà sempre una reflex con sé con cui è solita fare tante foto.
Teruteru Hanamura (花村 輝々?, Hanamura Teruteru)è un ragazzo dagli atteggiamenti perlopiù pervertiti, che passa la maggior parte del tempo a fare battute sessuali implicite e provarci con gli altri (siano essi ragazze o anche ragazzi). È un cuoco (anche se egli preferirà definirsi "chef") dalle grandi capacità culinarie e che appunto è molto orgoglioso sulla qualità dei suoi piatti.
Usami (ウサミ?, Usami)È un coniglio per metà bianco, e per metà rosa che inizialmente si professa insegnante dei 16 studenti della Hope's Peak, e li porta sull'isola Jabberwock, per partecipare all'"heart-throbbing school trip" in cui poter fare amicizia. Quando, tuttavia, appare Monokuma sull'isola, la sconfigge malmenandola e chiamandola Monomi (モノミ?, Monomi), le ruba il suo bastone magico e prende il suo posto trasformando il viaggio scolastico nell'ennesimo gioco di uccisioni. A differenza di Monokuma, Usami è benevola e contro la violenza, anche se per questo non riuscirà mai a farsi rispettare da quelli che considera i suoi studenti, esplodendo a piangere il più delle volte.
Monokuma (モノクマ?)Orso radiocomandato, antagonista principale anche di questo secondo titolo. Irrompe nell'isola Jabberwock, rubando lo scettro a Usami, e darà inizio al gioco d'uccisioni tra i 16 studenti intrappolati lì.

## Modalità di gioco
Danganronpa 2: Goodbye Despair è suddiviso in prologo, 6 capitoli e l'epilogo. Le meccaniche di gioco sono più o meno le stesse del primo titolo. Il giocatore guiderà il protagonista Hajime Hinata nel gioco di uccisioni organizzati da Monokuma che vede partecipanti lui e altri 15 studenti, che devono tentare di scappare da un'isola, uccidendo un loro compagno e sopravvivendo poi al Processo di Classe. Come in Trigger Happy Havoc il tempo sarà suddiviso in "daily life", il periodo in cui non è ancora avvenuto l'omicidio, e il "deadly life" che scatta dopo la morte di uno degli studenti, e i giorni sono suddivisi in Giorno (dalle 7 alle 22) e Notte (dalle 22 alle 7).
Vi sono comunque l'aggiunta di molti elementi rispetto al primo gioco. Durante il "Tempo Libero" sarà possibile esplorare le varie isole facendo camminare Hajime in 2D. Il rapporto che si stringe e si sviluppa con ognuno degli altri studenti viene indicato dagli Hope Fragments ( Frammenti di Speranza), che si otterranno ogni volta che si fa maggiormente conoscenza con uno di loro. Raccolti tutti i 6 Hope Fragments di un personaggio si stringerà un forte legame con quello, e si otterrà una skill utile da usare durante i processi. Gli Hope Fragments sono collezionati nell'e-Handbook, dove rispetto al primo gioco, vi sarà anche un'opzione in cui ci si potrà occupare di un animaletto, come in un tamagotchi, cercando di fargli aumentare la sua barra di Speranza per renderlo più felice, e raggiunto il massimo, ricevere una ricompensa in cambio, mentre tenere bassa quella della Disperazione, che se riempita porta alla morte dello stesso. È possibile regalare agli altri studenti oggetti (alcuni dei quali permetteranno anche di sbloccare eventi speciali) in cambio di Monocoins ottenibili riuscendo a trovare le "Monokuma Figures" nascoste in giro per l'isola Jabberwock o come premio per aver risolto un Processo. Inoltre Hajime sarà dotato di una barra di livelli di forza che si riempirà fino a salire di un livello compiendo azioni come parlare con gli altri personaggi o esaminando dettagli dei luoghi esplorabili; tale barra sarà utile durante i processi dato che più il livello è alto, maggiori saranno le skill che si potranno avere e usare.
In merito ai processi, è qui che vi sono state soprattutto modifiche e novità. Oltre agli elementi e le meccaniche già presenti in Trigger Happy Havoc, sono state apportate modifiche, ad esempio al "Nonstop Debate", dove in alcuni casi occorre appoggiare alcune affermazioni o osservazioni degli altri studenti, o all'"Hangman Gambit" dove si dovranno colpire due lettere uguali ed evitare che esse si scontrino con altre lettere che scorrono sullo schermo, per poterle inserire nella parola che si tenta di costruire.
Le novità, invece, sono: 
Rebuttal Showdown
Durante il Processo, mentre Hajime parla, d'improvviso interviene un altro degli studenti che tenterà di confutare le sue affermazioni. Il giocatore dovrà quindi respingere le obiezioni dell'avversario "tagliando" le sue frasi adoperando il touch screen. I colpi, tuttavia, saranno limitati e quindi a un certo punto si rischierà di esaurirli e trovarsi in balia dei colpi dell'altro studente. Dopo aver avuto la meglio in una prima fase, nella seconda vi saranno frasi in giallo e il giocatore dovrà colpire quella giusta con una delle prove per poter definitivamente piegare l'opposizione dell'avversario.
Spot Selection
In questa sezione verrà presentata un'immagine della scena del delitto ( o una parte di essa) o di un altro luogo e il compito del giocatore sarà muovere il cursore verso un elemento dell'immagine, prova schiacciante che permette di andare avanti col processo.
Logic Dive
Durante questa fase Hajime concentrandosi per riflettere in merito a un mistero o una situazione poco chiara, si chiude in sé. Egli dunque incomincerà a fare snowboard lungo un tunnel, cercando di evitare ostacoli lungo il tragitto o di cadere giù per evitare di essere rallentato (esaurendo il tempo residuo) e perdere anche HP. A un certo punto, poi, al giocatore verrà fatta una domanda e il percorso si diramerà in percorsi alternativi, ognuno in base alla risposta da scegliere; per andare avanti occorrerà imboccare il sentiero della risposta giusta. Dopo quindi aver risposto a tutte le domande che verranno fatte al giocatore, Hajime potrà finalmente collegare le risposte e far avanzare il dibattito.
Panic Talk Action
Corrispondente al Machinegun Talk Battle (MTB) del primo gioco. A differenza di quest'ultimo l'avversario sarà protetto da scudi da danneggiare e abbattere man mano che si respingeranno le sue opposizioni in sequenza ritmica. Una volta distrutti tutti gli scudi dell'interlocutore, occorre dargli il colpo di grazia, così da portare alla conclusione il Processo di Classe, mettendo insieme in sequenza corretta le parole poste sui tasti triangolo, quadrato, cerchio e croce della console.

## Modalità Isola
In questo mini-gioco viene presentato uno scenario ipotetico in cui Usami, dopo l'arrivo di Monokuma sull'isola e durante il suo discorso di presentazione, attacca l'orso e lo sconfigge, invitandolo ad abbandonare l'isola, scongiurando così l'inizio della serie di uccisioni tra gli studenti, e potendo portar avanti l'"heart-throbbing school trip". Le meccaniche di gioco sono le stesse della Modalità Scuola del primo titolo, introdotta in Danganronpa 1・2 Reload, con Usami che incaricherà gli studenti in 50 giorni di costruire per lei una serie di oggetti entro un tempo limite di giorni. Il giocatore dovrà quindi organizzare i turni di raccolta dei materiali per costruire l'oggetto, quelli per tenere pulite le isole prima che la barra di pulizia si esaurisca e quelli di riposo per i personaggi stanchi che rischiano di essere indisponibili per giorni se la loro condizione fisica giunge a 0. Se si riuscirà a costruire l'oggetto richiesto appena in tempo, Usami premierà il giocatore regalandogli dei "Biglietti Viaggio" che possono essere usati per passare del tempo con un compagno. Questa modalità, inoltre, offre la possibilità di raccogliere tutti gli Hope Fragments, giocando tutti gli eventi di "Tempo Libero" degli altri personaggi.
Infine, una volta terminati i 50 giorni, e giunto il momento per gli studenti di tornare nel mondo reale e abbandonare l'isola Jabberwock virtuale, Hajime prima di andare via potrà avere l'occasione di salutare e parlare un'ultima volta con coloro con cui si è raccolto tutti gli Hope Fragments

## Danganronpa IF
Danganronpa: Trigger Happy Havoc IF: The Button of Hope and the Tragic Warriors of Despair è una visual novel scritta da Ryougo Narita il 26 luglio 2012, suddivisa in 4 capitoli. Anche tale contenuto aggiuntivo descrive uno scenario ipotetico, che, però, tocca gli eventi di Danganronpa: Trigger Happy Havoc.
La novel si apre con Makoto Naegi che nella Macchina Monomono trova il bottone d'uscita per aprire il portone principale della Hope's Peak, ma non appena lo preme riceve una scossa. Tornato in camera riceve poi la visita di Sayaka Maizono, mentre si accinge ad attuare il piano per l'omicidio di Leon Kuwata, tuttavia, prima che la ragazza possa dir nulla, Makoto perde conoscenza e viene portato poi dai compagni in infermeria.
Successivamente, poi, una volta ripresosi il giovane segue gli altri studenti in palestra, dove Monokuma li aveva convocati per spiegar loro come ottenere il "Diploma" attraverso il Processo di Classe, e assiste al battibecco tra l'orso e Mukuro, che culmina con l'aggressione della ragazza nei confronti del robot; prima però che quest'ultimo la uccida facendola trafiggere dalle lance, Makoto recupera la sua memoria e chiamandola col suo vero nome corre verso di lei, e la ragazza, sorpresa e confusa, istintivamente indietreggia e riesce a salvarsi dalle lance, che tuttavia colpiscono Makoto che rimane gravemente ferito.
Nonostante il tentativo fallito di uccidere la sorella, Junko, comunque, escogita subito un piano di riserva facendosi passare per un hacker riuscito a infiltrarsi dall'esterno della Hope's Peak prendendo possesso di Monokuma, e intima gli altri studenti di non soccorrere Makoto, dicendo che sia lui sia Mukuro sono i terroristi che li hanno intrappolati nella scuola. Mukuro tenta disperata di ribattere e di convincere i compagni a portare in salvo Makoto, tuttavia gli altri vengono dissuasi dalle abili menzogne di Junko; allora, viste le condizioni critiche del ragazzo, Mukuro è dunque costretta a togliersi la parrucca e svelare la sua vera identità. Non ottenendo il risultato sperato, la ragazza allora capisce che deve occuparsi di Makoto da sola, così respinge il tentativo di Sakura di metterla KO e ingaggia con lei un violento scontro a corpo a corpo; data però la netta superiorità dell'avversaria, in seguito decide di escogitare un altro stratagemma e così corre verso Toko Fukawa, la colpisce facendole perdere i sensi e, mostrandole la sua ferita sanguinante la fa trasformare in Genocide Jack.
Così mentre quest'ultimo scatena il caos nella palestra, Mukuro ne approfitta per scappare e porta rapidamente Makoto in infermeria per le cure. Qui viene raggiunta da Monokuma, che incomincia a deriderla e umiliarla e tenta di convincerla a uccidere il giovane, e che i suoi tentativi di salvarlo sono inutili. Mukuro tenta disperatamente di ragionare con la sorella, tuttavia quando quella compare su uno schermo dell'infermeria e si scusa con lei e le dice di amarla, Mukuro capisce che stava troncando i rapporti con lei, e così prendendo una barra di metallo appuntita trafigge Monokuma e lo scaglia contro una delle telecamere di sorveglianza, distruggendola.
Nel frattempo gli altri studenti, dopo aver fermato Genocide Jill legandola, incominciano la ricerca di Mukuro e Makoto, notando per i corridoi il resto di Monokuma messi fuori uso e telecamere distrutte. Giunti in infermeria, Kyoko facendo in modo di rimanere solo lei e Chihiro Fujisaki per indagare lì, successivamente rivela di aver scoperto il nascondiglio di Makoto e Mukuro, alla quale comunque dice di voler sentire la sua storia e valutare in seguito se fosse o meno attendibile. La ragazza dunque le svela tutto il piano di Junko e tutto ciò che è accaduto nel corso di quei due anni, e in seguito chiede alle due compagne di continuare a occuparsi di Makoto mentre lei va via. Poco dopo, poi, Chihiro analizzando le parti del Monokuma, si rende conto che il programma con cui funzionava l'orso era stato sviluppato proprio da lei.
In seguito Mukuro, giunta nell'atrio della scuola, ordina a Junko di aprire il portone principale, tuttavia la sorella in risposta la deride e ingaggia con lei uno scontro; aumentando col tempo il numero di Monokuma contro Mukuro, Junko tenta di convincerla a rinunciare ai suoi intenti dicendole che gli altri non le sarebbero stati riconoscenti, e anzi se la sarebbero presa con lei per aver mostrato loro il mondo esterno e avrebbero preferito restare nella scuola. Mukuro, però, non si lascia ingannare da tali parole e dà sfoggio delle sue grandi capacità da soldato, tenendo testa all'enorme numero di Monokuma e schivando anche i colpi delle torrette poste sulla porta. Tuttavia poi, ingannata da un trucco di Junko, viene sconfitta dai Monokuma, che la prendono per caricarla su una moto e spedirla a essere sottoposta a esecuzione, per poi vedere le proprie memorie cancellate. D'improvviso, però, irrompe Mondo sulla sua moto che la porta in salvo caricandola sul mezzo e scappando dall'ondata di Monokuma, arrivando dinnanzi alla caffetteria, mentre Sakura con le sue abilità combattive respinge gli orsi-robot.
Qui viene accolta da Makoto che, ancora spossato e debole sorretto da Kyoko, afferma di essere felice a vederla salva e viene rivelato che, dopo essersi ripreso, aveva raccontato ai compagni la verità sulle memorie perse. Subito dopo, però, dagli schermi appare la faccia di Monokuma che annuncia che avrebbero affrontato lo speciale esame di "Diploma", che avrebbe permesso loro di abbandonare la Hope's Peak se lo avessero superato, mentre, in caso contrario, sarebbero rimasti intrappolati lì e avrebbe cancellato nuovamente le loro memorie.
Junko fa quindi allineare dei Monokuma su entrambi i lati di un corridoio, al termine del quale ve ne è un altro che sulla testa ha una versione ingrandita del Bottone d'Uscita che Makoto aveva trovato; gli studenti devono dunque raccogliere il bottone entro 15 secondi, mentre i Monokuma a poco a poco sarebbero esplosi e avrebbero fatto inghiottire il corridoio dalle fiamme, finché a tempo scaduto anche l'ultimo Monokuma sarebbe esploso e con esso distrutto anche il bottone. Tra gli studenti decide di farsi avanti Mukuro, che scaglia nuovamente la barra di metallo per tentare di colpire il Monokuma con il bottone nel petto per distruggere il suo sistema di detonazione della bomba interna, tuttavia Junko prevede tale mossa e blocca la barra con le mani dell'orso prima che potesse colpire il petto. Ma quando cambia la visuale della telecamera verso la sorella, per vedere la sua faccia colma di disperazione, ha il tempo di notare solo Sakura muoversi mentre lancia qualcosa; ella, infatti, aveva scagliato Mukuro verso il Monokuma, e attraversando le fiamme, rapidamente affonda la barra di metallo nel petto dell'orso, e prende il bottone, riuscendo così a superare l'esame. Junko, dunque, si congratula con la sorella per averla sconfitta, anche se continua a definirla una delusione e le ribadisce che non potrà mai riempirla di disperazione, e che prima o poi tutti loro sarebbero tornati alla Hope's Peak.
Poco dopo, poi, assieme al resto degli studenti, Mukuro raggiunge il portone principale, e indossando nuovamente la parrucca afferma di voler continuare a vivere come Junko per poter capir meglio la sorella e fare ammenda delle cose compiute come Ultimate Disperazione, accettando l'odio e l'ostilità che avrebbe trovato nei suoi confronti sia da coloro che continuavano a non farsi piegare dalla disperazione, sia dai seguaci di Junko che l'avrebbero vista come una traditrice. Decidendo, infine, di voler continuare a lottare per poter determinare se il suo posto è nella speranza che le aveva regalato Makoto o la disperazione della sorella, Mukuro cede il bottone a Makoto, e così riesce a scappare sana e salva con il resto dei suoi compagni.

## Magical Girl Miracle☆Monomi
È un mini-gioco in cui si vestiranno i panni di Monomi. Il compito del giocatore è far muovere il coniglio all'interno di un'arena ed eliminare i nemici presenti circondandoli con il suo fascio di arcobaleno che creerà un vortice che li elimina. Al termine di ogni stage si dovrà sfidare un Monobeast come boss finale. Al termine di ogni round si potrà ricevere come premio bastoni magici con cui creare maggiori danni col "cerchio arcobaleno", oppure armature per la testa e le gambe per poter reggere meglio i danni che i nemici possono infliggere al giocatore. Maggiore sarà la difficoltà con cui si riuscirà a completare un livello, più potenti saranno gli oggetti che si riceveranno come ricompensa.

## Manga
Una prima trasposizione manga del gioco è stata pubblicata dalla Famitsu Clear della Enterbrain a partire dal 10 ottobre 2012. Successivamente sono arrivate trasposizioni che descrivono storie alternative come Super Danganronpa 2: Dangan Island - Kokoro Tokonatsu Kokoronpa♪ (スーパーダンガンロンパ2 だんがんアイランド ココロ常夏、ここロンパ♪?) illustrato da Yoryu e pubblicato dalla Mag Garden dal 30 ottobre 2012 al 15 aprile 2013, e Super Danganronpa 2: Nangoku Zetsubou Carnival! (スーパーダンガンロンパ2 南国ぜつぼうカーニバル!?), per opera di Ayune Araragi e pubblicato dalla GA Bunko attraverso il GA Bunko Magazine a partire dal 14 aprile 2013; entrambe si sviluppano con presupposti simili alla Modalità Isola, in uno scenario in cui Monokuma non è riuscito a battere Usami.
Vi sono poi manga spin off in cui la storia si sviluppa attraverso il punto di vista di altri personaggi. Ad esempio vi è Super Danganronpa 2: Nanami Chiaki no Sayonara Zetsubō Daibōken (スーパーダンガンロンパ2 七海千秋のさよなら絶望大冒険?), creato da Karin Suzuragi e diffuso dalla Monthly Comic Blade dal dicembre 2012, che ha per protagonista Chiaki, e Super Danganronpa 2 - Komaeda Nagito no Kouun to Kibou to Zetsubou (スーパーダンガンロンパ２; 超高校級の幸運と希望と絶望 ?), scritto dalla Spike Chunsoft, illustrato da Suga Kyosuke e pubblicato a partire dal 6 febbraio 2013, e con l'ultimo dei momentanei tre volumi arrivato solo a febbraio 2015, in cui il punto di vista sarà quello di Nagito.
Al gioco è stato dedicato anche uno yonkoma Super Danganronpa 2: Sayonara Zetsubou Gakuen: 4-Koma KINGS (スーパーダンガンロンパ2 さよなら絶望学園 4コマKINGS?), pubblicato dal 25 ottobre 2012 e il 25 ottobre 2013 con strisce di vignette che riprendono eventi sia della storia principale, sia della Modalità Isola, e anche un'antologia, Super Danganronpa 2: Sayonara Zetsubō Gakuen - Comic Anthology (スーパーダンガンロンパ2 さよなら絶望学園 コミックアンソロジー?), diffuso tra il 24 novembre 2012 e il 25 novembre 2013. Entrambe le opere sono suddivise in 4 volumi, ognuno dei quali con un illustratore differente.